# Solena
Solena é um género botânico pertencente à família Cucurbitaceae.

## Espécies
| - Solena amplexicaulis (Lam.) Gandhi - Solena angulata (Chakravarty) Raizada - Solena delavayi (Cogn.) C.Y.Wu - Solena gracilis Rudge - Solena heterophylla Lour. |

1. ↑  «Solena — World Flora Online». www.worldfloraonline.org. Consultado em 19 de agosto de 2020